# Learning Tech
Learning Tech er et videnskabeligt tidsskrift der udgiver artikler om lærermidler og didaktisk anvendelse af teknologi.
Learning Tech udgav sit første nummer i 2016.
Tidsskriftet var en videreførelse af det elektroniske tidsskrift Læremiddeldidaktik, der sluttede i 2015 efter at have udgivet 7 numre.
Indtil 2022 havde Learning Tech udgivet et eller to numre per år.
Artiklerne har hovedsageligt været dansk, men artikler på norsk og engelsk er også udgivet. 
Tidsskriftet har været på Den Bibliometriske Forskningsindikator og er tilgængeligt fra tidsskriftplatformen tidsskrift.dk.
Ansvarshavende redaktør er Stig Toke Gissel.
Blandt de mest citerede artikler i tidsskriftet er "På jakt etter ark og app i fire fag i det nye norske læremiddellandskapet" og "Læremidler og læremiddelforskning i Danmark".
Danske tidskrifter i omtrent samme område som Learning Tech er Læring og Medier og Dansk Universitetspædagogisk Tidsskrift.